# Tom Hanks
Thomas Jeffrey "Tom" Hanks (Concord, 9 de julho de 1956) é um ator e cineasta norte-americano. Conhecido por seus papéis cômicos e dramáticos, é uma das estrelas de cinema mais populares e reconhecidas em todo o mundo, sendo considerado um ícone cultural americano. Os filmes de Hanks arrecadaram mais de 4,9 bilhões na América do Norte, tornando-o o quinto ator de maior bilheteria na América do Norte. Em 2017, foi reportado que seus filmes arrecadaram mais de 9 bilhões em todo o mundo. Ele também entrou para o Livro dos Recordes por ter participado de sete filmes consecutivos que passaram dos 100 milhões de dólares em arrecadação.
Hanks destacou-se em diversos filmes de sucesso, como: Splash (1984), The Money Pit (1986), Big (1988), Turner & Hooch (1989), A League of Their Own (1992), Sleepless in Seattle (1993), Apollo 13 (1995), You've Got Mail (1998), Saving Private Ryan (1998), The Green Mile (1999), Cast Away (2000), Catch Me If You Can (2002), Road to Perdition (2002), The Terminal (2004), The Da Vinci Code (2006), Angels & Demons (2009), Captain Phillips (2013), Saving Mr. Banks (2013), Bridge of Spies (2015), Sully (2016), Inferno (2016), The Post (2017), A Beautiful Day in the Neighborhood (2019), Elvis (2022) e A Man Called Otto (2022). Além disso, dubla o personagem Xerife Woody na franquia de filmes Toy Story. Ele também dirigiu e atuou em That Thing You Do! (1996) e Larry Crowne (2011).
Hanks já foi indicado e venceu diversos prêmios ao longo de sua carreira, incluindo suas duas vitórias consecutivas ao Oscar de Melhor Ator por sua interpretação em Philadelphia (1993) e Forrest Gump (1994). Também recebeu do BAFTA o Prêmio Stanley Kubrick Britannia por Excelência no Cinema em 2004, o Kennedy Center Honor em 2014, a Medalha Presidencial da Liberdade em 2016 e o Golden Globe Cecil B. DeMille Award em 2020.

## Biografia
Tom Hanks nasceu em Concord, na Califórnia. Seu pai, Amos Mefford Hanks, era um chefe de cozinha e sua mãe, Janet Marylyn (nascida Frager), era enfermeira em um hospital. Eles divorciaram-se em 1960. Seus três filhos mais velhos, Sandra (que se tornou uma escritora), Larry (que se tornou professor de entomologia na Universidade de Illinois), e Tom, foram com seu pai, enquanto o mais novo, Jim (que também se tornou ator e cineasta), permaneceu com sua mãe em Red Bluff, Califórnia. Em sua infância, a família de Hanks se mudava com frequência; aos dez anos, ele já tinha morado em dez casas diferentes.
A família Hanks era católica e mórmon. O pai de Hanks tinha ancestralidade predominantemente inglesa, com alguns antepassados mais distantes cornualheses, alemães, escoceses e galeses. Por sua vez, a mãe de Tom tinha ancestralidade integralmente portuguesa, pois todos os seus bisavós eram dos Açores e emigraram para a Califórnia. O sobrenome original da família era Fraga, mas nos Estados Unidos foi anglicizado para Frager. Em entrevista, Tom declarou que cresceu no Norte da Califórnia, onde existe uma larga comunidade de portugueses, e que ele e sua mãe sempre se orgulharam de serem de origem portuguesa. Por meio de sua linhagem, Hanks é um primo distante do presidente Abraham Lincoln e do apresentador infantil Fred Rogers (que ele interpretou no cinema).
Tendo crescido na Baía de São Francisco, Hanks diz que sua primeira memória da infância é de assistir a filmes no Alameda Theatre. Ele começou a atuar em peças escolares enquanto estudava na Skyline High School. Ele estudou teatro no Chabot Junior College e se transferiu para a Universidade do Estado da Califórnia, depois de dois anos. Durante a universidade, Hanks conheceu Vincent Dowling, chefe do Great Lakes Theater Festival, e entrou para a sua equipe, onde além de atuar, ele trabalhou em todas as áreas de uma produção teatral como, iluminação, cenografia, figurino e outras atividades. Nesse mesmo tempo, Hanks ganhou o Cleveland Critics Circle Award de Melhor Ator, por sua atuação como Proteus em Os Dois Cavalheiros de Verona, de Shakespeare. 

## Carreira

### 1979–1989: Primeiros Trabalhos e Sucesso com Comédias

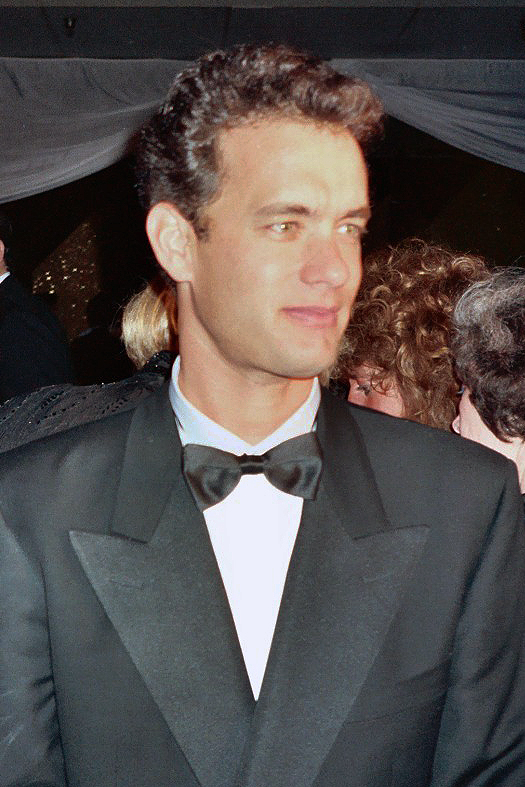
Hanks na Pós-Festa do Oscar, em março de 1989.

Em 1979, com 24 anos, Hanks abandonou a faculdade e se mudou para Nova Iorque, onde fez sua estreia no cinema no filme de terror de baixo orçamento, He Knows You're Alone, e posteriormente, conseguiu seu primeiro papel principal no telefilme, Mazes and Monsters. Nesse mesmo ano, ele fez um teste para a televisão e foi contratado para estrelar a série Bosom Buddies, da ABC. O programa retratava as desventuras de dois publicitários falidos, Kip Wilson (Hanks) e Henry Desmond (Peter Scolari), que se disfarçam de mulheres para viver em hotel que era apenas para mulheres. A série lhe garantiu uma renda maior e sua mudança para a Califórnia, porém, após duas temporadas, o programa foi cancelado. Mas, para Hanks, a visibilidade desse trabalho tinha sido suficiente para lançar a sua carreira.
Em 1982, ele fez uma aparição em um episódio de Happy Days, onde conheceu os escritores Lowell Ganz e Babaloo Mandel que estavam escrevendo uma comédia romântica sobre uma sereia que se apaixona por um humano, que seria dirigido pelo astro do Happy Days, Ron Howard. Ganz e Mandel sugeriram que Howard considerasse Hanks para o filme. Lançado em 1984, o filme Splash, foi um sucesso de bilheteria; Hanks interpretou um empresário que se apaixona por uma sereia, interpretada por Daryl Hannah. No mesmo ano, ele teve sucesso com a comédia Bachelor Party. Entre 1983-84, Hanks fez três participações especiais em Family Ties como o irmão alcoólatra de Elyse Keaton.
Em 1986, Hanks começou a estender sua carreira para papéis dramáticos, quando fez o papel de David Basner no filme Nothing in Common, que mostrava a relação de um jovem com o seu pai, Max Basner (Jackie Gleason), que havia se separado da esposa e que agora sofria com uma doença renal. No mesmo ano, ele estrelou a comédia The Money Pit, ao lado de Shelley Long. Em 1987, ele assinou um acordo de atuação e produção com o Walt Disney Studios, o que rendeu alguns fracassos e um sucesso moderado com a comédia Dragnet. 
Em 1988, ele protagonizou o filme Big (br: Quero ser Grande), com grande sucesso comercial, atingindo 100 milhões de dólares de receita, o filme rendeu sua primeira indicação ao Oscar de Melhor Ator. Nesse filme, Hanks fez uma das cenas mais famosas da década quando tocou com Robert Loggia a canção "Heart and Soul" num piano gigante. Seu próximo filme foi Punchline, estrelado ao lado de Sally Field. Em 1989, Tom lançou mais dois filmes, The 'Burbs e Turner & Hooch, o último sendo o único com sucesso financeiro.

### 1990–1999: Reconhecimento e Consagração
No começo da década de 1990, chegou aos cinemas Joe Versus the Volcano e The Bonfire of the Vanities. Em 1992, Hanks voltou a receber elogios por sua interpretação em, Uma Equipe Muito Especial, onde ele deu vida a uma lenda do beisebol decadente que vira treinador de um time de mulheres. Co-estrelado por Geena Davis e Madonna, o filme foi um sucesso critico e comercial, arrecadando US$ 132,4 milhões de dólares em todo o mundo.

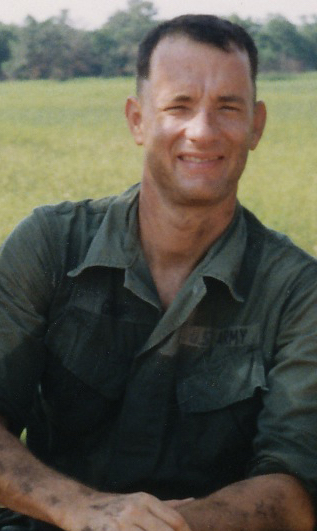
Hanks durante as gravações de Forrest Gump, em 1993.

Em 1993, ele estrelou ao lado de Meg Ryan a comédia romântica Sleepless in Seattle. O filme acompanha uma jornalista (Ryan) que se apaixona por um arquiteto viúvo (Hanks) quando o filho deste liga para um programa de rádio pedindo uma nova parceira para seu pai enlutado. Sucesso critico e comercial, recebeu elogios pela escrita, direção e química entre Hanks e Ryan. O filme arrecadou US$ 17 milhões dólares em seu fim de semana de estreia (a maior abertura para uma comédia romântica na época) e, arrecadou mais de US$ 227,9 milhões em todo o mundo, se tornando uma das comédias românticas de maior sucesso da história. No mesmo ano, chega os cinemas o drama Philadelphia, onde Hanks interpreta Andrew Beckett, um advogado que é demitido por ser homossexual e soropositivo, e pede a um advogado de danos pessoais, Joe Miller (Denzel Washington), que o ajude a processar seu antigo escritório por discriminação. Hanks fez um trabalho intensivo de estudo junto de homossexuais e portadores da AIDS, para aprender como eram as suas vidas. Ele também perdeu 16 kg e afinou o cabelo para parecer doente. O filme foi aclamado pela critica e todo o trabalho de Tom lhe rendeu seu primeiro Oscar de Melhor Ator. Philadelphia também foi um sucesso comercial, arrecadando US$ 206,7 milhões de dólares em todo o mundo, tornando-se o 9º filme de maior bilheteria de 1993.
Em 1994, Tom estrelou outro sucesso aclamado, Forrest Gump, que contava o crescimento de um jovem portador de debilidade mental de forma única, mesclando comédia e drama, e que mostrava uma visão do desenvolvimento da sociedade dos Estados Unidos nas últimas décadas, sendo totalmente influenciado por Forrest. A atuação lhe rendeu seu segundo, e consecutivo, Oscar de Melhor Ator. Além disso, ganhou mais cinco Oscars, incluído Melhor Filme e Melhor Diretor para Robert Zemeckis. O filme arrecadou mais de US$ 678,2 milhões dólares em todo o mundo, tornando-se o segundo filme de maior bilheteria de 1994, atrás de O Rei Leão.
Em 1995, Hanks voltou a trabalhar com Ron Howard em Apollo 13. O filme dramatiza a abortada missão lunar Apollo 13 de 1970. Tom interpretou o astronauta e comandante Jim Lovell. Howard e seu elenco tiveram a assistência da NASA durante as gravações e filmaram as cenas a bordo de uma aeronave de gravidade reduzida. Os críticos aclamaram o longa e as performances de todo o elenco, e recebeu nove indicações ao Oscar, vencendo duas. O elenco ganhou um Screen Actors Guild de Melhor performance de um elenco em Filme. O filme arrecadou mais de US$ 355 milhões em todo o mundo e se tornou o terceiro filme de maior bilheteria de 1995. No mesmo ano, Tom fez a voz do Xerife Woody no filme de animação da Pixar, Toy Story. Marcando como o primeiro longa-metragem criado inteiramente com imagens geradas por computador, Toy Story foi aclamado pela crítica e foi um sucesso comercial, arrecadando mais de US$ 373 milhões em todo o mundo, tornando-se o segundo filme de maior bilheteria de 1995.
Em 1996, Hanks dirigiu seu primeiro filme, That Thing You Do!, onde ele também atuou. Em 1998, Hanks estrelou o filme de guerra Saving Private Ryan (br: O Resgate do Soldado Ryan), onde ele interpretou o capitão do exército dos Estados Unidos, John H. Miller, encarregado de liderar um grupo de soldados no resgate do soldado Ryan. Hanks teve a oportunidade de trabalhar pela primeira vez com Steven Spielberg. O trabalho final tornou-se um dos filmes mais aclamados sobre a segunda guerra mundial e a sua interpretação garantiu-lhe mais uma nomeação ao Oscar de Melhor Ator. Ainda por esse trabalho, Hanks recebeu um prêmio inédito na sua carreira, o Distinguished Public Service Award da marinha estadunidense. Ainda em 1998, ele atuou na comédia romântica, You've Got Mail, onde atuou com Meg Ryan pela terceira vez, e voltou a se aventurar como diretor e produtor na minissérie da HBO, From the Earth to the Moon; Dividida em 12 partes, a minissérie narra o programa espacial desde o seu início, passando pelos voos de Neil Armstrong e Jim Lovell, até os sentimentos pessoais em torno dos pousos na Lua. O projeto vencedor de três Emmys, foi realizado com US$ 68 milhões de dólares, um dos empreendimentos mais caros realizados para a televisão.
Em 1999, Tom atuou no drama À Espera de um Milagre, baseado num livro de Stephen King, no qual ele interpreta o agente penitenciário Paul Edgecomb, encarregado do corredor da morte da Penitenciária de Cold Mountain, que desenvolve uma amizade com John Coffey (Michael Clarke Duncan), um condenado enigmático com poderes sobrenaturais; O longa recebeu críticas positivas e foi um sucesso comercial, arrecadando US$ 286,8 milhões, e foi indicado a quatro Oscars. No mesmo ano, ele voltou a fazer a voz do Xerife Woody em Toy Story 2; O sucesso foi semelhante ao seu antecessor, recebeu ampla aclamação da crítica e arrecadou US$ 511 milhões contra um orçamento de US$ 90 milhões, tornando-se o terceiro filme de maior bilheteria de 1999.

### 2000–2009: Mais Filmes de Sucesso

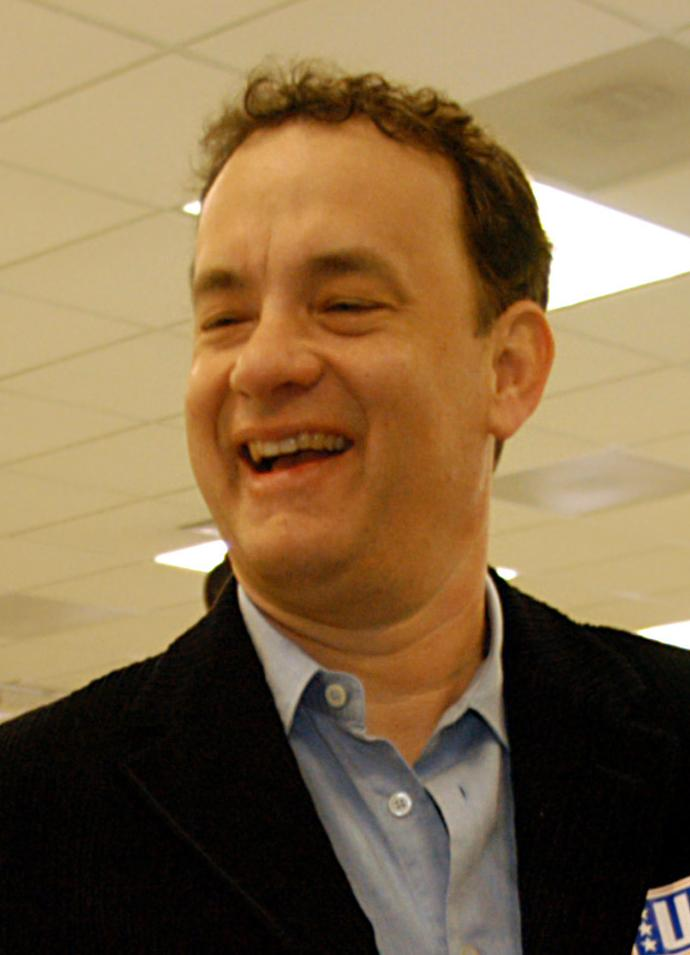
Hanks no Walter Reed Army Medical Center, em 2004.

Em 2000, Hanks estrelou Cast Away, filme que lhe rendeu sua quinta indicação ao Oscar. Fez Chuck Noland, um analista de sistema do FedEx, que fica preso em uma ilha deserta após seu avião cair no Pacífico Sul, e a trama se concentra em suas tentativas desesperadas de sobreviver e voltar para casa. As filmagens da primeira parte do filme foram feitas no começo de 1999, e interrompidas por um ano para que o ator perdesse 20 kg e deixasse a barba crescer. A atuação de Hanks, foi aclamada pela critica e pelo público e ele ganhou o Globo de Ouro de Melhor Ator em Filme de Drama e foi novamente indicado ao Oscar de Melhor Ator. Arrecadou US$ 429,6 milhões em todo o mundo, tornando-se o terceiro filme de maior bilheteria de 2000. No mesmo ano, mais uma vez como produtor e diretor, Hanks voltou a falar sobre a guerra na minissérie da HBO, Band of Brothers. Nessa série, ele voltou a trabalhar com Spielberg e teve a oportunidade de ter no elenco o seu filho Colin Hanks. Ele ainda fez um pequeno papel como um oficial britânico.
No ano de 2002, Hanks voltou às telas ao lado de Paul Newman, para fazer o papel de Michael Sullivan, um mafioso dos anos 20 no filme Road to Perdition. No mesmo ano, estrelou o filme, Catch Me If You Can, dirigido por Spielberg, onde fez o papel de Carl Hanratty, um agente do FBI que tenta capturar o falsificador Frank Abagnale, Jr., interpretado por Leonardo DiCaprio. Sucesso crítico e comercial, arrecadou US$ 352 milhões em todo o mundo. Ainda em 2002, Hanks e a esposa Rita desempenharam o papel de produtores da comédia romântica, My Big Fat Greek Wedding, que custou US$ 5 milhões de dólares e arrecadou US$ 368,7 milhões em todo o mundo.
Em 2004, Hanks atuou em mais duas comédias, o remake de The Ladykillers, realizado pelos irmãos Coen, e The Terminal, seu terceiro filme com Spielberg, onde ele interpreta Viktor Navorski, um homem de Krakozhia que fica preso dentro do Aeroporto Internacional John F. Kennedy, após ter sua entrada negada nos Estados Unidos, mas não consegue retornar ao seu país natal devido a um golpe militar; Com críticas positivas, The Terminal, foi um sucesso comercial, arrecadando US$ 219 milhões no mundo todo. Ele também atou no filme de animação natalino, The Polar Express, que retrata personagens humanos usando animação computadorizada com captura de movimento, no qual Tom desempenhou seis papéis; Com um orçamento de US$ 170 milhões de dólares, um recorde para um longa de animação na época, arrecadou US$ 318,2 milhões em todo o mundo.
Em 2006, Hanks voltou ao cinema com o filme O Código Da Vinci, uma adaptação do livro de sucesso de Dan Brown, onde Tom interpreta Robert Langdon, um professor de simbologia religiosa da Universidade de Harvard, que se torna o principal suspeito do assassinato do curador do Louvre, Jacques Saunière. O longa causou polemica com a Igreja Católica, sofreu boicote em vários lugares e recebeu críticas negativas, mesmo assim, foi um sucesso comercial, arrecadando US$ 224 milhões em seu fim de semana de estreia mundial e um total de US$ 760 milhões em todo o mundo, tornando-se o segundo filme de maior bilheteria de 2006; Também rendeu duas sequências. Ainda em 2006, fez uma participação no filme de animação da Disney, Cars, como o carro do Xerife Woody, no epílogo do filme; E produziu o filme de animação infantil The Ant Bully e Starter for Ten, uma comédia sobre estudantes pobres tentando vencer o University Challenge.
Em 2007, fez a voz dele próprio na animação The Simpsons Movie, no qual apareceu em um anúncio alegando que o governo dos EUA perdeu sua credibilidade e, portanto, está comprando parte da sua. Ele também faz uma aparição nos créditos, expressando o desejo de ser deixado sozinho quando está em público. Ele estrelou Charlie Wilson's War (2007), de Mike Nichols, como o congressista democrata do Texas, Charles Wilson. No filme de comédia dramática The Great Buck Howard (2008), Hanks interpretou o pai nada entusiasmado com a decisão de seu filho (interpretado por seu filho na vida real, Colin Hanks) que escolhe trabalhar como gerente de turnê para um mentalista em declínio (John Malkovich). No mesmo ano, ele narrou o documentário The War (2007), lendo trechos de colunas da época da Segunda Guerra Mundial e foi produtor executivo do filme musical Mamma Mia! e da minissérie John Adams.
Em 2009, Hanks reprisou seu papel como Robert Langdon em Angels & Demons. Ele também produziu o longa infantil, Where The Wild Things Are, de Spike Jonze.

### 2010–2019: Estreia na Broadway e outros papéis

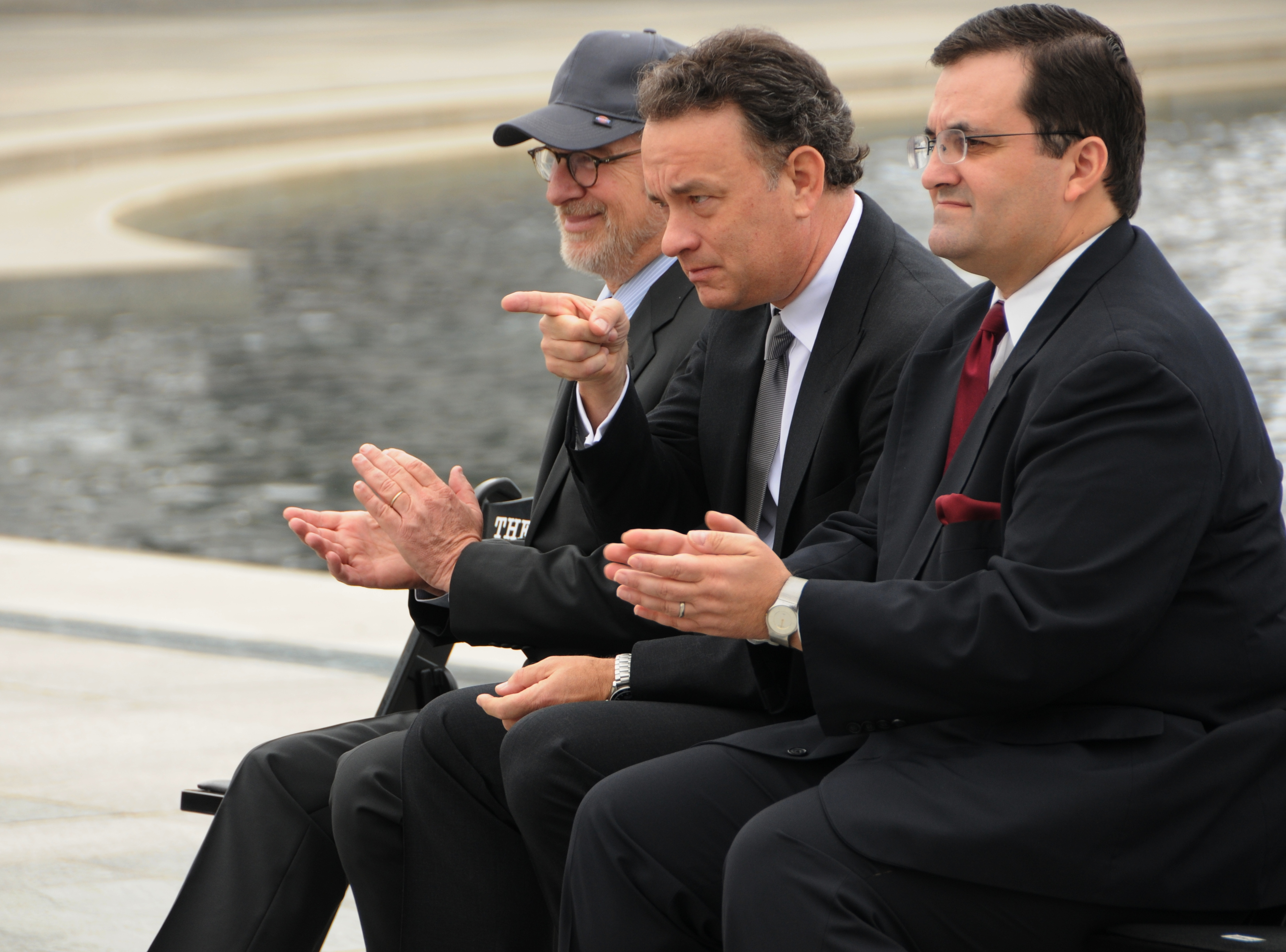
Hanks com Steven Spielberg no Memorial Nacional da Segunda Guerra Mundial em março de 2010

Em 2010, fez novamente a voz do xerife Woody em Toy Story 3, que arrecadou 1 bilhão de dólares em bilheteria. Ele também foi o produtor executivo da minissérie The Pacific. Em 2011, ele dirigiu e estrelou ao lado de Julia Roberts no papel-título na comédia romântica Larry Crowne. Ele também estrelou o drama Extremely Loud and Incredibly Close, ao lado de Sandra Bullock. Em 2012, ele dublou o personagem Cleveland Carr para uma websérie que ele criou, Electric City. Ele também desempenhou vários papéis no filme Cloud Atlas, e foi produtor executivo da minissérie Game Change.
Em 2013, Hanks estrelou dois filmes aclamados pela crítica — Captain Phillips e Saving Mr. Banks, que lhe renderam inúmeros elogios, incluindo indicações ao BAFTA de Melhor Ator em Papel Principal e ao Globo de Ouro de Melhor Ator em Filme de Drama pelo primeiro papel. Em Captain Phillips, ele estrelou como Capitão Richard Phillips. Em Saving Mr. Banks, co-estrelado por Emma Thompson, ele retratou Walt Disney. Nesse mesmo ano, Hanks fez sua estreia na Broadway, estrelando Lucky Guy, pelo qual foi indicado ao Tony Awards de Melhor Ator em uma Peça. Em 2014, o conto de Hanks "Alan Bean Plus Four" foi publicado na The New Yorker. O conto gira em torno de quatro amigos que fazem uma viagem à lua. Em uma entrevista à The New Yorker, Hanks disse que sempre foi fascinado pelo espaço, que construía modelos de foguetes quando era criança e assistiu a transmissões ao vivo de missões espaciais na década de 1960.
Em março de 2015, Hanks apareceu no videoclipe de "I Really Like You", de Carly Rae Jepsen. Seu próximo filme foi Bridge of Spies, de Steven Spielberg, no qual interpretou o advogado James B. Donovan, que negociou a libertação do piloto Francis Gary Powers pela União Soviética em troca do espião do KGB Rudolf Abel. Em 2016, Hanks estrelou a comédia dramática A Hologram for the King. No mesmo ano, retratou o piloto aéreo Chesley Sullenberger no drama biográfico, Sully, de Clint Eastwood. Em seguida, ele reprisou seu papel como Robert Langdon em Inferno. Em 2017, estrelou ao lado de Emma Watson o drama de ficção científica The Circle.
Em 11 de junho de 2019, Tom voltou a fazer a voz do xerife Woody em Toy Story 4. Ele também interpretou Fred Rogers no filme biográfico, A Beautiful Day in the Neighborhood, pelo qual foi indicado ao Oscar de Melhor Ator Coadjuvante.

### 2020–presente
Em 11 de abril de 2020, Hanks fez sua primeira aparição na televisão desde seu diagnóstico de COVID-19, apresentando o Saturday Night Live. Ele fez um monólogo de abertura direto de sua casa. O filme de guerra Greyhound, para o qual Hanks também escreveu o roteiro, teve seu lançamento nos cinemas cancelado devido à pandemia de COVID-19, e os direitos de distribuição foram comprados pela Apple TV+, onde foi lançado em julho de 2020. Seu outro lançamento foi o filme News of the World, de Paul Greengrass. Em 2021, Hanks estrelou o drama de ficção científica Finch, lançado pela Apple TV+.
Em junho de 2023, Hanks apareceu em Asteroid City, de Wes Anderson. Em 2024, ele foi o produtor executivo da minissérie Masters of the Air, que estreou na Apple TV+. Ele também estrelou o filme Here, que o reuniu com sua colega de Forrest Gump, Robin Wright, e o diretor Robert Zemeckis.

## Vida Pessoal

### Relacionamentos e Família
Tom conheceu sua primeira esposa, a atriz teatral Samantha Lewes, em uma companhia de teatro em Nova Iorque. Tiveram o primeiro filho, Colin Hanks antes do casamento, que ocorreu um ano após o nascimento do menino, em 1978. Quatro anos mais tarde tiveram uma filha, Elizabeth Hanks. Em 1987, quando Hanks começou a ganhar fama, os dois divorciaram-se. Em 2001, ela foi diagnosticado um câncer e morreu em março de 2002.
Em 1988, casou-se com Rita Wilson, uma atriz que ele havia conhecido num episódio da série Bosom Buddies, e que reencontrou nas filmagens de Volunteers. Com Rita, Hanks teve mais dois filhos. Posteriormente converteu-se ao cristianismo ortodoxo, religião de sua esposa.

### Saúde
Em 7 de outubro de 2013, durante uma entrevista no The Late Show with David Letterman, Hanks revelou que tem Diabetes tipo 2.
Em março de 2020, durante as gravações de um filme na Austrália, Tom e Rita testaram positivo para o COVID-19, logo no começo da Pandemia de COVID-19. Em 16 de março, Hanks e sua esposa foram liberados do hospital.

### Política e Ativismo
Tom é Democrata e doou diversos valores a muitos políticos democratas. Durante a Eleição presidencial nos Estados Unidos em 2008, fez campanha para o Barack Obama. Ele também narrou um documentário de 2012, The Road We Traveled, feito por Obama para falar com a América. Em 2016, Hanks endossou a campanha de Hillary Clinton na Eleição presidencial nos Estados Unidos. Na eleição de 2020, Tom Hanks apoiou Joe Biden para presidente.
Tom apoia o casamento entre pessoas do mesmo sexo; Em 2008, ele e outros artistas levantaram mais de 44 milhões de dólares para fazer campanha contra a Proposição 8 da Califórnia, uma emenda à constituição da Califórnia que definiria o casamento como uma união apenas entre um homem e uma mulher.
Tom apoia causas ambientais e combustíveis alternativos. Ele é investidor de veículos elétricos.

### Outras Atividades
Um defensor do programa espacial tripulado da NASA, Hanks disse que ele originalmente queria ser um astronauta. Hanks é um membro da National Space Society, servindo no Conselho de governadores do educacional sem fins lucrativos de defesa espaço de organização fundada por Wernher von Braun. Ele também produziu a minissérie da HBO, From the Earth to the Moon sobre o programa Apollo para enviar astronautas à lua. Além disso, Hanks co-escreveu e co-produziu Magnificent Desolation: Walking on the Moon 3D, um filme IMAX sobre os desembarques da lua. Em 2006, a Fundação Espacial concedeu a Hanks o Prêmio de Extensão Pública de Douglas S. Morrow, concedido anualmente a um indivíduo ou organização que fez contribuições significativas para a conscientização pública de programas espaciais.
Hanks é um colecionador de máquinas de escrever manuais e as usa quase diariamente. Em agosto de 2014, Hanks lançou Hanx Writer, um aplicativo para iOS destinado a imitar a experiência de usar uma máquina de escrever; em poucos dias, o aplicativo gratuito alcançou o número um na App Store.

## Legado e Honras

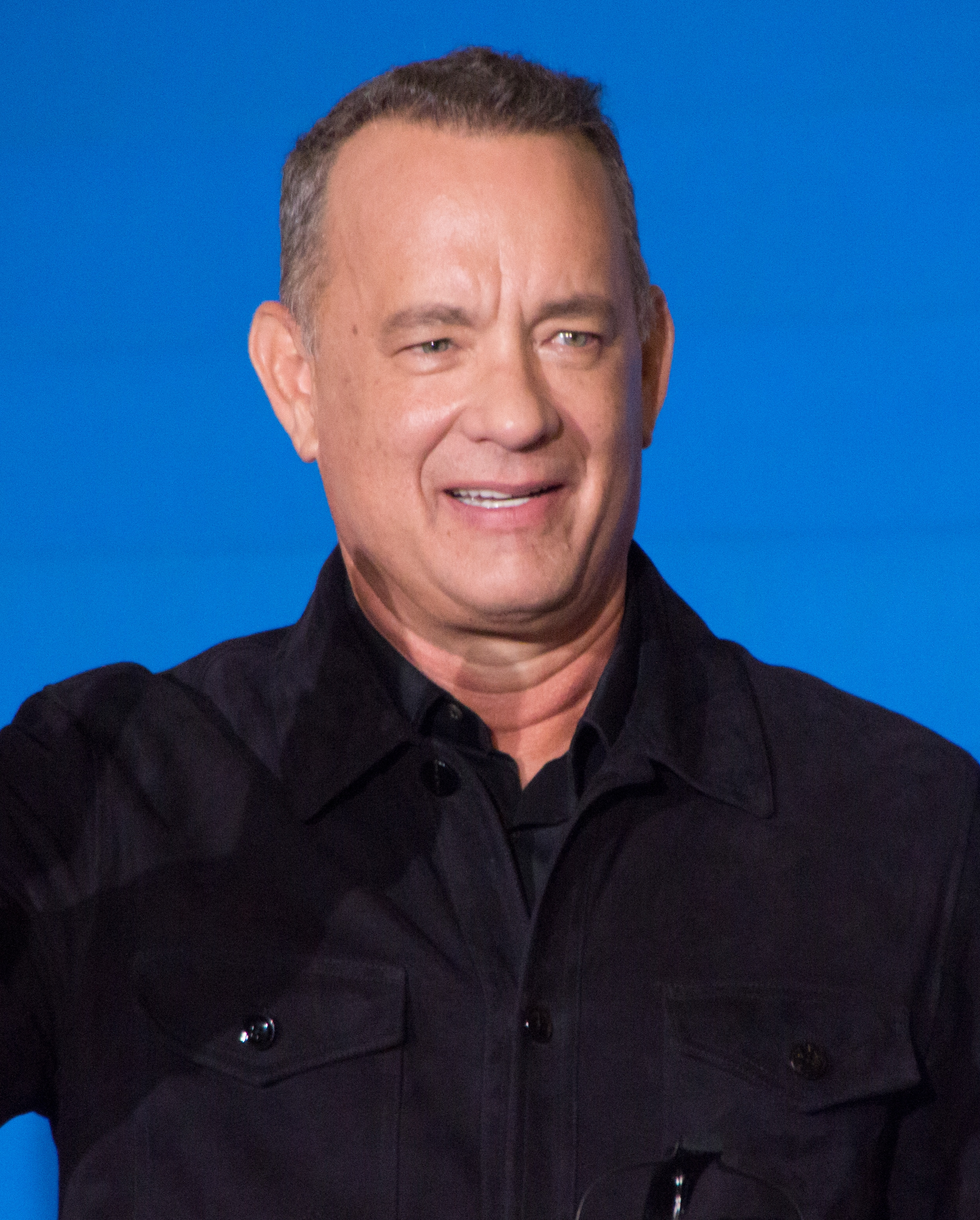
Tom Hanks em 2016

Hanks é conhecido por ser muito amável e atencioso com seus fãs. Muitos se referem frequentemente a ele como "o pai da América". Hanks está classificado como o quinto maior astro de bilheteria de todos os tempos na América do Norte, com um total bruto de mais de 4,5 bilhões de dólares nas bilheterias norte-americanas, uma média de 100,8 de dólares milhões por filme. Em todo o mundo, seus filmes arrecadaram mais de 9,0 bilhões de dólares. 
Em 12 de junho de 2002, aos 45 anos, Hanks se tornou o mais jovem ganhador do prêmio Life Achievement Award do American Film Institute. Em agosto de 2005, ele foi eleito vice-presidente da Academia de Artes e Ciências Cinematográficas, entidade responsável pela entrega do Oscar. Em junho de 2006, Hanks foi indicado como membro honorário do Hall da Fama dos Rangers dos Estados Unidos por seu retrato fiel de um capitão no filme O Resgate do Soldado Ryan; Hanks, que não pôde comparecer à cerimônia de posse, foi o primeiro ator a receber tal honra. Além de seu papel em Resgate do Soldado Ryan, Hanks foi citado por servir como porta-voz nacional da Campanha do Memorial da Segunda Guerra Mundial, por ser o presidente honorário da Campanha de Capital do Museu do Dia D, e pela minissérie ganhadora do Emmy, Band of Brothers.
O asteroide 12818 Tomhanks recebeu esse nome em sua homenagem. Sua estrela na Calçada da Fama se localiza na 7030 Hollywood Boulevard.

## Filmografia

### Cinema
| Ano  | Título original                                     | Título em português BR / PT                                          | Papel                                                                                          | Notas                               |
| ---- | --------------------------------------------------- | -------------------------------------------------------------------- | ---------------------------------------------------------------------------------------------- | ----------------------------------- |
| 1980 | He Knows You're Alone                               | br: Trilha de Corpos                                                 | Elliot                                                                                         | Participação                        |
| 1984 | Splash                                              | br: Splash - Uma Sereia em Minha Vida pt: A Sereia                   | Allen Bauer                                                                                    |                                     |
| 1984 | Bachelor Party                                      | br: A Última Festa de Solteiro                                       | Rick Gassko                                                                                    |                                     |
| 1985 | The Man with One Red Shoe                           | br: O Homem do Sapato Vermelho                                       | Richard Harlan Drew                                                                            |                                     |
| 1985 | Volunteers                                          | br: Voluntários da Fuzarca                                           | Lawrence Whatley Bourne III                                                                    |                                     |
| 1986 | The Money Pit                                       | br: Um Dia a Casa Cai pt: Um Dia a Casa Vem Abaixo                   | Walter Fielding, Jr.                                                                           |                                     |
| 1986 | Nothing in Common                                   | br: Nada em Comum                                                    | David Basner                                                                                   |                                     |
| 1986 | Every Time We Say Goodbye                           | br: É Difícil Dizer Adeus                                            | David Bradley                                                                                  |                                     |
| 1987 | Dragnet                                             | br: Dragnet - Desafiando o Perigo                                    | Pep Streebeck                                                                                  |                                     |
| 1988 | Big                                                 | br: Quero Ser Grande pt: Big                                         | Josh                                                                                           |                                     |
| 1988 | Punchline                                           | br: Palco de Ilusões                                                 | Steven Gold                                                                                    |                                     |
| 1989 | The 'Burbs                                          | br: Meus Vizinhos são um Terror                                      | Ray Peterson                                                                                   |                                     |
| 1989 | Turner & Hooch                                      | br: Uma Dupla Quase Perfeita                                         | Det. Scott Turner                                                                              |                                     |
| 1990 | Joe Versus the Volcano                              | br/pt: Joe Contra o Vulcão                                           | Joe Banks                                                                                      |                                     |
| 1990 | The Bonfire of the Vanities                         | br/pt: A Fogueira das Vaidades                                       | Sherman McCoy                                                                                  |                                     |
| 1992 | Radio Flyer                                         | br: Radio Flyer                                                      | Mike (mais velho) / narrador                                                                   | não-creditado                       |
| 1992 | A League of Their Own                               | br: Uma Equipe Muito Especial pt: Liga de Mulheres                   | Jimmy Dugan                                                                                    |                                     |
| 1993 | Sleepless in Seattle                                | br/pt: Sintonia de Amor                                              | Sam Baldwin                                                                                    |                                     |
| 1993 | Philadelphia                                        | br/pt: Filadélfia                                                    | Andrew Beckett                                                                                 |                                     |
| 1994 | Forrest Gump                                        | br: Forrest Gump - O Contador de Histórias pt: Forrest Gump          | Forrest Gump                                                                                   |                                     |
| 1995 | Apollo 13                                           | br: Apollo 13 - Do Desastre ao Triunfo pt: Apollo 13                 | Jim Lovell                                                                                     |                                     |
| 1995 | Toy Story                                           | br: Toy Story pt: Toy Story, Os Rivais                               | Xerife Woody                                                                                   | Voz                                 |
| 1996 | That Thing You Do!                                  | br: The Wonders - O Sonho Não Acabou pt: Tudo por Um Sonho           | Sr. White                                                                                      | Diretor e roteirista                |
| 1998 | Saving Private Ryan                                 | br/pt: O Resgate do Soldado Ryan                                     | Capitão John H. Miller                                                                         |                                     |
| 1998 | You've Got Mail                                     | br: Mensagem Para Você pt: Você Tem Uma Mensagem                     | Joe Fox                                                                                        |                                     |
| 1999 | Toy Story 2                                         | br: Toy Story 2 pt: Toy Story 2 - Em Busca de Woody                  | Xerife Woody                                                                                   | Voz                                 |
| 1999 | The Green Mile                                      | br/pt: À Espera de um Milagre                                        | Paul Edgecomb                                                                                  |                                     |
| 2001 | Cast Away                                           | br: Náufrago pt: O Náufrago                                          | Chuck Noland                                                                                   | Produtor                            |
| 2002 | My Big Fat Greek Wedding                            | br: Casamento Grego pt: Viram-se Gregos Para Casar                   | —                                                                                              | Produtor                            |
| 2002 | Road to Perdition                                   | br: Estrada para Perdição pt: Caminho para Perdição                  | Michael Sullivan                                                                               |                                     |
| 2002 | Catch Me If You Can                                 | br: Prenda-me Se For Capaz pt: Apanha-me Se Puderes                  | Carl Hanratty                                                                                  |                                     |
| 2004 | The Ladykillers                                     | br: Matadores de Velhinhas pt: O quinteto da morte                   | Professor G.H. Dorr                                                                            |                                     |
| 2004 | Connie and Carla                                    | br: Connie e Carla - As Rainhas da Noite pt: Connie e Carla          | —                                                                                              | Produtor                            |
| 2004 | The Terminal                                        | br: O Terminal pt: Terminal de Aeroporto                             | Viktor Navorski                                                                                |                                     |
| 2004 | Elvis Has Left the Building                         | br: Elvis Ainda Não Morreu                                           | Mailbox Elvis                                                                                  | Participação                        |
| 2004 | The Polar Express                                   | br: O Expresso Polar pt: Polar Express                               | O Condutor /Menino Herói / Pai / O infeliz / Papai Noel / Sem-teto                             | Voz e movimentos Produtor executivo |
| 2005 | Magnificent Desolation: Walking on the Moon 3D      |                                                                      | —                                                                                              | Produtor, roteirista e narrador     |
| 2006 | The Da Vinci Code                                   | br/pt: O Código Da Vinci                                             | Professor Robert Langdon                                                                       |                                     |
| 2006 | Cars                                                | br/pt: Carros                                                        | Woody Car                                                                                      | Participação (voz)                  |
| 2006 | The Ant Bully                                       | br: Lucas - Um Intruso no Formigueiro pt: O Rapaz Formiga            | —                                                                                              | Produtor                            |
| 2006 | Starter for 10                                      | br: Garoto Nota 10 pt: Concurso Viciado                              | —                                                                                              | Produtor                            |
| 2007 | Evan Almighty                                       | br: A Volta do Todo Poderoso                                         | —                                                                                              | Produtor executivo                  |
| 2007 | Charlie Wilson's War                                | br: Jogos do Poder                                                   | Charlie Wilson                                                                                 | Produtor                            |
| 2007 | The Simpsons Movie                                  | br: Os Simpsons - O Filme                                            | Ele mesmo                                                                                      | Participação (voz)                  |
| 2008 | The Great Buck Howard                               | br: A Mente que Mente                                                | Sr. Greble                                                                                     | Produtor                            |
| 2009 | My Life in Ruins                                    | br: Falando Grego pt: A Minha Vida em Ruínas                         | —                                                                                              | Produtor executivo                  |
| 2009 | Angels and Demons                                   | br: Anjos e Demônios pt: Anjos e Demónios                            | Professor Robert Langdon                                                                       |                                     |
| 2009 | Where the Wild Things Are                           | br: Onde Vivem os Monstros pt: O Sítio das Coisas Selvagens          | —                                                                                              | Produtor                            |
| 2009 | Beyond All Boundaries                               |                                                                      | —                                                                                              | Produtor executivo e narrador       |
| 2010 | Toy Story 3                                         | br/pt: Toy Story 3                                                   | Xerife Woody                                                                                   | Voz                                 |
| 2011 | Toy Story Toons: Hawaiian Vacation                  | br: Férias no Havaí pt: Férias Havaianas                             | Xerife Woody                                                                                   | Voz                                 |
| 2011 | Larry Crowne                                        | br: Larry Crowne O Amor Está no Ar                                   | Larry Crowne                                                                                   | Diretor, roteirista e produtor      |
| 2011 | Toy Story Toons: Small Fry                          | br: Um Pequeno Grande Erro pt: O Pequeno Buzz                        | Xerife Woody                                                                                   | Voz                                 |
| 2011 | Extremely Loud and Incredibly Close                 | br: Tão Forte, Tão Perto                                             | Thomas Schell                                                                                  |                                     |
| 2012 | Cloud Atlas                                         | br: A Viagem pt: Cloud Atlas                                         | Dr. Henry Goose/Gerente de Hotel/Isaac Sachs/Dermot Hoggins/Ator parecido com Cavendish/Zachry |                                     |
| 2012 | Toy Story Toons: Partysaurus Rex                    | br: Festa-sauro Rex                                                  | Xerife Woody                                                                                   | Voz                                 |
| 2013 | Parkland                                            | br/pt: Parkland                                                      | —                                                                                              | Produtor                            |
| 2013 | Captain Phillips                                    | br/pt: Capitão Phillips                                              | Capitão Richard Phillips                                                                       |                                     |
| 2013 | Saving Mr. Banks                                    | br: Walt nos Bastidores de Mary Poppins pt: Ao Encontro de Mr. Banks | Walt Disney                                                                                    |                                     |
| 2015 | Bridge of Spies                                     | br: Ponte dos Espiões pt: A Ponte dos Espiões                        | James B. Donovan                                                                               |                                     |
| 2015 | Ithaca                                              | br: Ithaca                                                           | Sr. Macauley                                                                                   | Participação Produtor executivo     |
| 2016 | My Big Fat Greek Wedding 2                          | br: Casamento Grego 2 pt: Viram-se Novamente Gregos para Casar       | —                                                                                              | Produtor                            |
| 2016 | A Hologram of the King                              | br: Negócio das Arábias                                              | Alan Clay                                                                                      | Produtor                            |
| 2016 | Sully                                               | br: Sully - O Herói do Rio Hudson pt: Milagre no Rio Hudson          | Chesley Sullenberger                                                                           |                                     |
| 2016 | California Typewriter                               |                                                                      | Ele mesmo                                                                                      | Documentário                        |
| 2016 | Inferno                                             | br/pt: Inferno                                                       | Professor Robert Langdon                                                                       |                                     |
| 2017 | The Circle                                          | br/pt: O Círculo                                                     | Eamon Bailey                                                                                   | Produtor                            |
| 2017 | Mark Felt: The Man Who Brought Down the White House | br/pt: Mark Felt - O Homem Que Derrubou a Casa Branca                | —                                                                                              | Produtor                            |
| 2017 | The Post                                            | br: The Post - A Guerra Secreta pt: The Post                         | Ben Bradlee                                                                                    |                                     |
| 2018 | Mamma Mia! Here We Go Again                         | br: Mamma Mia! Lá Vamos Nós De Novo pt: Mamma Mia! Here We Go Again  | —                                                                                              | Produtor executivo                  |
| 2019 | Toy Story 4                                         | br/pt: Toy Story 4                                                   | Xerife Woody                                                                                   | Voz                                 |
| 2019 | A Beautiful Day in the Neighborhood                 | br: Um Lindo Dia na Vizinhança pt: Um Amigo Extraordinário           | Fred Rogers                                                                                    |                                     |
| 2020 | Greyhound                                           | br: Greyhound - Na Mira do Inimigo pt: Missão Greyhound              | Comandante Ernest Krause                                                                       | Roteirista                          |
| 2020 | Borat Subsequent Moviefilm                          | br: Borat: Fita de Cinema Seguinte pt: Borat, o Filme Seguinte       | Ele mesmo                                                                                      | Participação                        |
| 2020 | News of the World                                   | br: Relatos do Mundo prt: Notícias do Mundo                          | Capitão Jefferson Kyle Kidd                                                                    |                                     |
| 2021 | Finch                                               | br: Finch                                                            | Finch Weinberg                                                                                 |                                     |
| 2022 | Elvis                                               | br: Elvis                                                            | Coronel Tom Parker                                                                             |                                     |
| 2022 | Pinocchio                                           | br: Pinóquio                                                         | Gepeto                                                                                         |                                     |
| 2022 | A Man Called Otto                                   | br: O Pior Vizinho do Mundo                                          | Otto                                                                                           |                                     |
| 2023 | Asteroid City                                       | br/pt: Asteroid City                                                 | Stanley Zak                                                                                    |                                     |
| 2024 | Freaky Tales                                        |                                                                      | Funcionário de locadora de vídeo                                                               | Participação                        |
| 2024 | Here                                                | br: Aqui                                                             | Ricardo Young                                                                                  |                                     |
| 2025 | The Phoenician Scheme                               | br: O Esquema Fenício                                                | Leland                                                                                         | [ 108 ]                             |
| 2026 | Toy Story 5                                         | br/pt: Toy Story 5                                                   | Xerife Woody                                                                                   | Voz                                 |

### Televisão
| Ano        | Título original                                    | Título em português                                                   | Papel                                        | Notas |
| ---------- | -------------------------------------------------- | --------------------------------------------------------------------- | -------------------------------------------- | --- |
| 1980       | The Love Boat                                      | br: O Barco do Amor                                                   | Rick Martin                                  | Episódio "Friends and Lovers"/"Sergeant Bull"/"Miss Mother"                                                                 |
| 1980–1982  | Bosom Buddies                                      | —                                                                     | Kip/Buffy Wilson                             | Protagonista |
| 1982       | Mazes and Monsters                                 | br: Labirintos e Monstros                                             | Robbie Wheeling                              | Telefilme |
| 1982       | Taxi                                               | —                                                                     | Gordon                                       | Episódio: "The Road Not Taken: Part 1"                                                                                      |
| 1982       | Happy Days                                         | br: Dias Felizes                                                      | Dr. Dwayne Twitchell                         | Episódio: "A Little Case of Revenge"                                                                                        |
| 1983–1984  | Family Ties                                        | br: Caras & Caretas pt: Quem Sai Aos Seus'                            | Ned Donnelly                                 | Episódio: "The Fugitive" Parte 1 e 2 Episódio: "Say Uncle"                                                                  |
| 1985–2020  | Saturday Night Live                                | —                                                                     | Vários personagens                           | 10 vezes apresentador (1985–2020) 9 vezes convidado/participação (2001–17)                                                  |
| 1992       | Tales from the Crypt                               | br: Contos da Cripta pt: Contos de Arrepiar                           | Baxter                                       | Diretor; Episódio: "None but the Lonely Heart"                                                                              |
| 1993       | Fallen Angels                                      | —                                                                     | Garoto Problema 1                            | Diretor; Episódio: "I'll Be Waiting"                                                                                        |
| 1993       | A League of Their Own                              | —                                                                     | —                                            | Diretor; Episódio: "The Monkey's Curse"                                                                                     |
| 1998       | From the Earth to the Moon                         | br: Da Terra Até a Lua                                                | Jean-Luc Despont                             | Produtor executivo Episódio: "Le voyage dans la lune" (ator) Episódio: "Can We Do This?" (diretor) 4 episódios (roteirista) |
| 2000       | Shooting War                                       | —                                                                     | —                                            | Documentário; Narrador |
| 2001       | Band of Brothers                                   | br: Irmãos de Guerra pt: Irmãos de Armas                              | Oficial Britânico                            | Minissérie; Produtor executivo; Participação Episódio: "Crossroads" (diretor) Episódio: "Currahee" (roteirista)             |
| 2001       | We Stand Alone Together: The Men of Easy Company   | —                                                                     | —                                            | Documentário Produtor executivo                                                                                             |
| 2002       | Life with Bonnie                                   | br: Bom Dia, Bonnie pt: A Vida com Bonnie                             | Ele mesmo                                    | Episódio: "What If" |
| 2003       | Freedom: A History of US                           | —                                                                     | Abraham Lincoln/Charles E. Wood/Daniel Boone | 7 episódios |
| 2006–2011  | Big Love                                           | br: Amor Imenso                                                       | —                                            | Produtor executivo |
| 2010       | The Pacific                                        | —                                                                     | —                                            | Minissérie; Produtor executivo; Narrador; 6 episódios                                                                       |
| 2011       | 30 Rock                                            | 30 Rock                                                               | Ele mesmo                                    | Participação |
| 2013       | Killing Lincoln                                    | —                                                                     | —                                            | Telefilme; Narrador |
| 2013       | Toy Story of Terror!                               | br/pt: Toy Story de Terror                                            | Xerife Woody                                 | Especial de Halloween; Voz                                                                                                  |
| 2013       | The Assassination of President Kennedy             | —                                                                     | —                                            | Documentário; Produtor executivo                                                                                            |
| 2014, 2017 | Last Week Tonight with John Oliver                 | —                                                                     | Ele mesmo                                    | Episódio: "The Lottery" Episódio: "Presidency of Donald Trump"                                                              |
| 2014       | The Sixties                                        | —                                                                     | —                                            | Série documental; Produtor executivo                                                                                        |
| 2014       | Olive Kitteridge                                   | br: Olive Kitteridge                                                  | —                                            | Minissérie; Produtor executivo                                                                                              |
| 2014       | The Greatest Event in Television History           | —                                                                     | Ele mesmo                                    | Participação |
| 2014       | Toy Story That Time Forgot                         | br: Toy Story: Esquecidos pelo Tempo pt: Toy Story: Perdidos no Tempo | Xerife Woody                                 | Especial de Natal; Voz |
| 2015       | The Seventies                                      | —                                                                     | —                                            | Série documental; Produtor executivo                                                                                        |
| 2016       | The Eighties                                       | —                                                                     | —                                            | Série documental; Produtor executivo                                                                                        |
| 2016       | Maya & Marty                                       | —                                                                     | Gene o Astronauta                            | 1 episódio |
| 2017       | The Nineties                                       | —                                                                     | —                                            | Série documental; Produtor executivo                                                                                        |
| 2017       | The David S. Pumpkins Animated Halloween Special   | —                                                                     | David S. Pumpkins                            | Especial de TV; Voz |
| 2018       | 1968: The Year That Changed America                | —                                                                     | —                                            | Série documental; Produtor executivo                                                                                        |
| 2018       | The 2000s                                          | —                                                                     | —                                            | Série documental; Produtor executivo                                                                                        |
| 2019       | The Movies                                         | —                                                                     | —                                            | Série documental; Produtor executivo                                                                                        |
| 2020       | Big City Greens                                    | br: Os Vizinhos Green pt: Os Green na Cidade Grande                   | Ele mesmo                                    | Episódio: "Cheap Show"; Voz                                                                                                 |
| 2020       | My Gift: A Christmas Special From Carrie Underwood | —                                                                     | —                                            | Produtor Executivo |
| 2024       | Masters of the Air                                 | —                                                                     | —                                            | Minissérie; Produtor executivo                                                                                              |
| 2025       | Saturday Night Live 50th Anniversary Special       |                                                                       | Ele mesmo                                    | Especial de TV |
| 2025       | The Americas                                       |                                                                       | Ele mesmo                                    | Série documental; Narração                                                                                                  |

## Prêmios e indicações

#### Óscar
| Ano  | Categoria               | Filme                               | Resultado |
| ---- | ----------------------- | ----------------------------------- | --------- |
| 1989 | Melhor Ator             | Big                                 | Indicado  |
| 1994 | Melhor Ator             | Philadelphia                        | Venceu    |
| 1995 | Melhor Ator             | Forrest Gump                        | Venceu    |
| 1999 | Melhor Ator             | Saving Private Ryan                 | Indicado  |
| 2001 | Melhor Ator             | Cast Away                           | Indicado  |
| 2020 | Melhor Ator Coadjuvante | A Beautiful Day in the Neighborhood | Indicado  |

#### Globo de Ouro
| Ano  | Categoria                                  | Filme                               | Resultado |
| ---- | ------------------------------------------ | ----------------------------------- | --------- |
| 1989 | Melhor Ator em Filme de Comédia ou Musical | Big                                 | Venceu    |
| 1994 | Melhor Ator em Filme de Comédia ou Musical | Sleepless in Seattle                | Indicado  |
| 1994 | Melhor Ator em Filme Dramático             | Philadelphia                        | Venceu    |
| 1995 | Melhor Ator em Filme Dramático             | Forrest Gump                        | Venceu    |
| 1999 | Melhor Ator em Filme Dramático             | Saving Private Ryan                 | Indicado  |
| 2001 | Melhor Ator em Filme Dramático             | Cast Away                           | Venceu    |
| 2008 | Melhor Ator em Filme de Comédia ou Musical | Charlie Wilson's War                | Indicado  |
| 2014 | Melhor Ator em Filme Dramático             | Captain Phillips                    | Indicado  |
| 2018 | Melhor Ator em Filme Dramático             | The Post                            | Indicado  |
| 2020 | Melhor Ator Coadjuvante em Cinema          | A Beautiful Day in the Neighborhood | Indicado  |
| 2020 | Prêmio Cecil B. DeMille                    | Pelo Conjunto da Obra               | Venceu    |

#### BAFTA
| Ano  | Categoria               | Filme                               | Resultado |
| ---- | ----------------------- | ----------------------------------- | --------- |
| 1995 | Melhor Ator             | Forrest Gump                        | Indicado  |
| 1999 | Melhor Ator             | Saving Private Ryan                 | Indicado  |
| 2001 | Melhor Ator             | Cast Away                           | Indicado  |
| 2014 | Melhor Ator             | Captain Phillips                    | Indicado  |
| 2020 | Melhor Ator Coadjuvante | A Beautiful Day in the Neighborhood | Indicado  |

#### SAG Awards
| Ano  | Categoria               | Filme                               | Resultado |
| ---- | ----------------------- | ----------------------------------- | --------- |
| 1995 | Melhor Ator Principal   | Forrest Gump                        | Venceu    |
| 1996 | Melhor Elenco           | Apollo 13                           | Venceu    |
| 1999 | Melhor Elenco           | Saving Private Ryan                 | Indicado  |
| 1999 | Melhor Ator Principal   | Saving Private Ryan                 | Indicado  |
| 2000 | Melhor Elenco           | The Green Mile                      | Indicado  |
| 2001 | Melhor Ator Principal   | Cast Away                           | Indicado  |
| 2014 | Melhor Ator Principal   | Captain Phillips                    | Indicado  |
| 2020 | Melhor Ator Coadjuvante | A Beautiful Day in the Neighborhood | Indicado  |

#### Festival de Berlim
| Ano  | Categoria   | Filme        | Resultado |
| ---- | ----------- | ------------ | --------- |
| 1994 | Melhor ator | Philadelphia | Venceu    |

#### People's Choice Awards
| Ano  | Categoria   | Filme               | Resultado |
| ---- | ----------- | ------------------- | --------- |
| 1995 | Melhor ator | Forrest Gump        | Venceu    |
| 1999 | Melhor ator | Saving Private Ryan | Venceu    |